# Griffith Jones
Griffith Jones (nacido Harold Jones; Londres; 19 de noviembre de 1909 – ibidem; 30 de enero de 2007) fue un actor inglés de cine, teatro y televisión.

## Primeros años
Nacido en Londres, el 19 de noviembre de 1909, Jones era hijo de padre galés, dueño de una lechería. En 1930, Jones estaba estudiando derecho en la Universidad Colegio de Londres (en inglés University College London) cuando Kenneth Barnes, el director de la Real Academia de Arte Dramático, se fijó en él en una actuación de estudiante y le ofreció una puesto como actor. Su primer compromiso profesional fue en Carpet Slippers en el Embassy Theatre, Swiss Cottage, en 1930, cuando aún estaba en el RADA. Ganó la Medalla de Oro anual de RADA en 1932.

## Carrera
Su primera producción en los Teatros del West End fue Vile Bodies en el Teatro Vadeuville y Richard of Bordeaux (en la cual apareció con John Gielgud) en el Noël Coward Theatre. El año siguiente apareció con Laurence Olivier en The Rats of Norway. En 1932 hizo su primer debut en el cine con The Faithful Heart, y continuó apareciendo en películas británicas a lo largo de la década de 1930. Hizo un éxito como "Caryl Sanger" con Elisabeth Bergner en el año 1935 con la película Escape Me Never.
En el año 1940 se unió al Ejército Británico, pero pasó la mayor parte de la Segunda Guerra Mundial en una gira de fiesta, volviendo al West End en 1945 para protagonizar El abanico de Lady Windermere (Lady Windermere's Fan en inglés).

## Royal Shakespeare Company
Jones fue un incondicional en la Royal Shakespeare Company, apareciendo en 50 producciones entre 1957 y 1999.
Su primera temporada fue en el año de apertura del director Buzz Goodbody en el teatro The Other Place, actuando como el Fantasma en el montaje de Hamlet dirigido por Ben Kingsley y como Sir William Stanley en Permin Warbeck. Sus papeles siguientes incluyeron a Duncan, frente a Ian McKellen en Macbeth, Antigonus en The Winter's Tale, Aegeon en A Comedy of Errors, Gower en Pericles, príncipe de Tiro, Chebutiken y Ferrapont en producciones separadas de Three Sisters de Antón Chéjov, y Tim Linkinwater y Fluggers en Nicholas Nickleby
Su último papel, a la edad de 90 años, fue Tubal en El mercader de Venecia (The Merchant of Venice en inglés).

## Muerte
Jones murió en su casa en Londres, Inglaterra, el 30 de junio de 2007.

## Filmografía
- (1933) Money Talks
- (1934) The Rise of Catherine the Great
- (1935) First a Girl
- (1935) Escape Me Never
- (1937) The Wife of General Ling
- (1937) Return of a Stranger
- (1937) The Mill on the Floss
- (1939) The Four Just Men
- (1939) Young Man's Fancy
- (1941) Atlantic Ferry
- (1942) Uncensored
- (1942) This Was Paris
- (1944) Henry V
- (1945) The Rake's Progress
- 1945) The Wicked Lady
- (1947) They Made Me a Fugitive
- (1948) Miranda
- (1949) Once Upon a Dream
- (1950) Honeymoon Deferred
- (1954) The Sea Shall Not Have Them
- (1954) Star of My Night
- (1957) Kill Her Gently
- (1957) Not Wanted on Voyage
- (1957) Face in the Night
- (1957) Account Rendered
- (1959) The Crowning Touch
- (1965) Strangler's Web
- (1968) Decline and Fall... of a Birdwatcher

- Datos: Q11203370